# Anomozancla scopariella
Anomozancla scopariella är en fjärilsart som beskrevs av Walker 1864. Anomozancla scopariella ingår i släktet Anomozancla och familjen praktmalar, Oecophoridae. Inga underarter finns listade i Catalogue of Life.